# 이사라 (미스코리아)
이사라(1990년 9월 19일 ~ )는 대한민국의 전 미스코리아이다.

## 주요 이력
- 2014년 미스코리아 미(美)
- 2014년 미스코리아 USA 미(美)

## 학력
- 숭의초등학교 졸업
- 서울용강중학교 졸업
- 진선여자고등학교 졸업
- 아트 센터 칼리지 오브 디자인 일러스트레이션 (학사)

## 수상
- 2014년 미스코리아 미(美)
- 2014년 미스코리아 USA 미(美)